# La femme parfaite
La femme parfaite ist ein französischer Porno-Spielfilm des Regisseurs Herve Bodilis aus dem Jahr 2019. 

## Handlung
Cléa verwaltet meisterhaft eine der renommiertesten Kunstgalerien in Paris. Als Fachfrau kann sie auf einen Blick erkennen, bei welchen Künstlern die Preise in den kommenden Monaten steigen werden, um sie in ihren Katalog zu integrieren. Ihre Kunden, reiche Geschäftsleute, vertrauen ihr blind und sind bereit, sehr große Summen für Werke noch unbekannter Künstler auszugeben, nur weil Cléa sie beraten hat. Anissa Kate, ihre persönliche Assistentin, spielt ebenfalls eine wichtige Rolle für den Erfolg der Galerie. In der Tat zögert diese hübsche Brünette  nicht, wenn es darum geht, einen reichen Sammler zufrieden zu stellen, besonders wenn dieser sie nach seinem Geschmack findet.

## Auszeichnungen
- 2021: AVN Award - Winner: Best Directing - Foreign Production (Herve Bodilis)

## Nominierungen
- 2020: XBIZ Europa Awards - Feature of the Year
- 2020: XBIZ Europa Awards - Best Sex Scene - Feature Movie, Luke Hardy, Tiffany Tatum
- 2020: XBIZ Europa Awards - Best Acting, Clea Gaultier
- 2021: AVN Award - Best Gangbang Scene, Clea Gaultier, Kristof Cale, Rico Simmons, Anto Toto